# Антропометр
Антропометр (лат. antropos — людина, лат. metreo — вимірювати) — інструмент для вимірювання проекційних поздовжніх розмірів тіла людини, його довжини і окремих частин: передпліччя, плеча, стегна, гомілки, що має важливе значення у випадках зміни в розвитку кісткової системи, що спостерігаються при деяких ендокринних захворюваннях..Також антропометричні точки у людини над рівнем підлоги та розміри поперечної і передньо-задньої осі. Один з основних інструментів у антропометрії, який використовують у сфері медицини, криміналістики, біологічній та фізичній антропології, палеоантропології та при судово-медичній експертизі.

## Будова
Антропометр складається з чотирьох порожніх металевих штанг, що вставляються одна в одну і після збирання утворюють штатив з міліметровими поділками від 1 до 2100 мм. Він містить дві міліметрові шкали, нульові позначки котрих містяться на протилежних кінцях штатива – нижньому чи верхньому. По штативу вільно переміщується поперечна ніжка-лінійка, що може обертатися навколо власної осі. На верхівці антропометра можна закріпити ще одну ніжку, що дає змогу використати його верхній сегмент для вимірювання широтних розмірів людського тіла (наприклад, ширини таза, плечей тощо). На ньому є вирізка у вигляді віконця і укріплена на верхньому кінці поперечна муфта, в якій горизонтально пересувається лінійка з такими ж міліметровими розподілами. Висоту будь-якої точки тіла людини над підлогою в положенні «сидячи» або «лежачи» можна виміряти по верхньому краю стрижня.

## Способи використання
Іноді антропометр виконує також функцію штангового циркуля. Циркуль використовується для вимірювання поперечних і глибинних розмірів тіла, довжин верхніх і нижніх кінцівок як людини, так і скелета, а також для черепно-головних вимірювань.
При вимірюванні потрібно дотримуватися правил, що забезпечують точність дослідження. Необхідно правильно збирати частини антропометра, тримати його у вертикальному стані під час вимірювання довжини тіла в положенні стоячи і сидячи, фіксувати показники, що визначають величину ознаки по верхньому краю вирізки муфти. Довжину хребтового стовпа з головою можна визначати в положенні сидячи, вимірявши відстань від площини сидіння (для дорослих використовують табуретку заввишки 40 см) до верхньотім'яної точки. Це вимірювання дуже важливе для визначення найбільш зручних стандартних меблів для стоматологічних кабінетів.

## Вимірювання зросту за допомогою антропометра
Людина стає в випрямленому положенні (як і при вимірюванні дерев'яним ростоміром). Вимірювач стає праворуч і встановлює антропометр перед тим, кого вимірює, чітко у вертикальному положенні, відповідно середньої лінії: тримаючи правою рукою антропометр, пересуває рухому муфту і опускає її до зіткнення кінця лінійки з верхньою точкою голови.